# 分子对称性

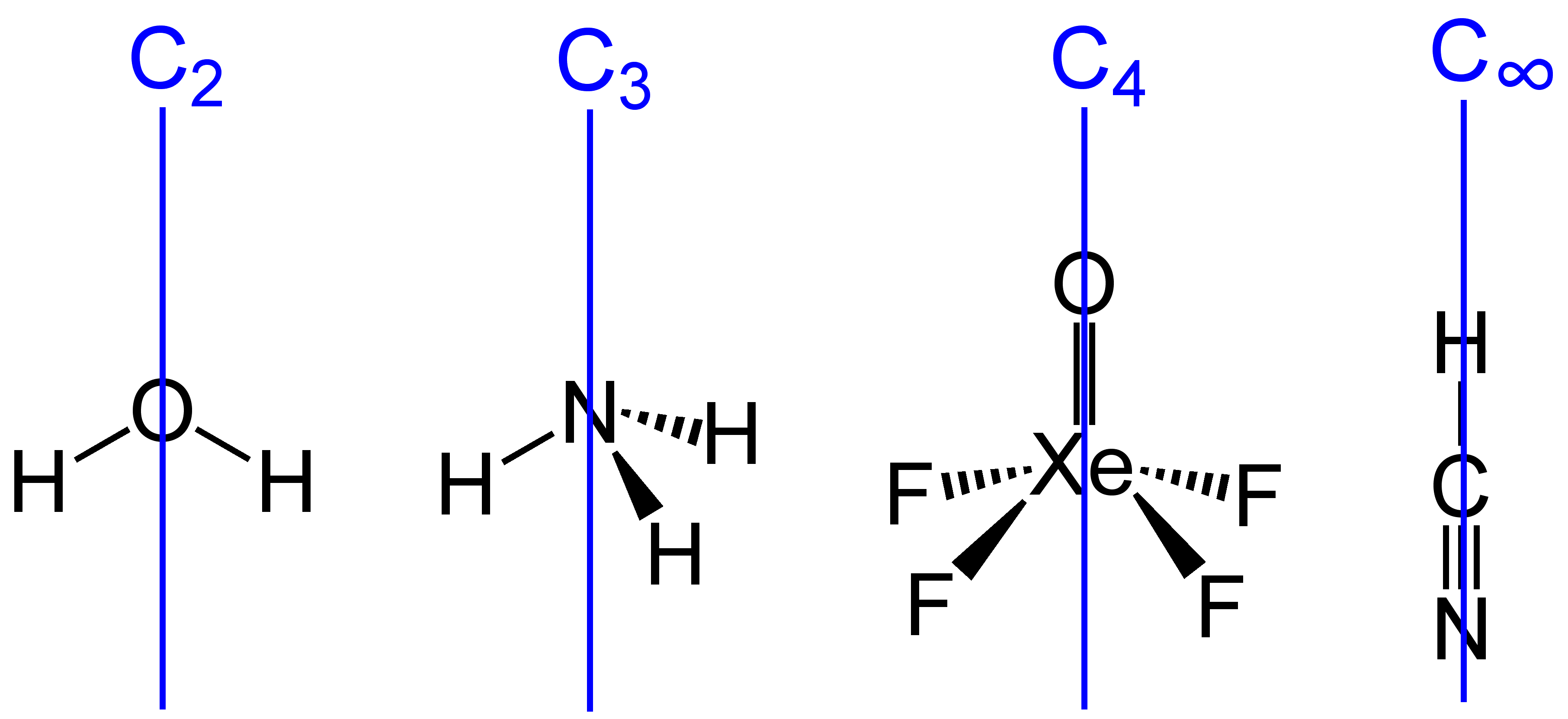
一图显示多种分子的对称型

分子對稱性描述分子的對稱性表現並根據分子的對稱性對分子作分類。分子對稱性在化學中是一項基礎概念，因為它可以預測或解釋許多分子的化學性質，例如分子振動、分子的偶極矩和它的光譜学数据（以拉波特规则之類的选择定则為基礎）。在大學程度的物理化學、量子化學與無機化學教科書中，都有關於對稱性的章節。
在各種不同的分子對稱性研究架構中，群論是一項主流。這個架構在分子軌域的對稱性研究中也很有用，例如應用Hückel分子轨道法、配位場理論和Woodward-Hoffmann规则等。另一個規模較大的架構，是利用晶體系統來描述材料的晶體對稱性。
實際测定分子的對稱性有許多技術，包括X射線晶體學和各種形式的光譜。光谱学符号是以各種對稱條件為基礎。

## 對稱性的概念
分子對稱性的研究是取自於數學上的群論。

### 對稱元素
分子對稱性可分成5種對稱元素。
- 旋转軸：分子绕軸旋轉{\displaystyle {\tfrac {360^{\circ }}{n}}}度角後与原分子重合，此軸也稱為n重旋轉軸，簡寫為Cn。例如水分子是C2而氨是C3。一個分子可以擁有多個旋转軸；有最大n值的稱為主軸，为直角坐標系的z軸，较小的则称为副轴。n≥3的轴称高次轴。
- 對稱面：一個平面反映分子後和原分子一樣時，此平面稱為對稱面。對稱面也稱為鏡面，记為σ。水分子有兩個對稱面：一個是分子本身的平面，另一個是垂直於分子中心的平面。包含主轴，与分子平面垂直的对称面称为垂直镜面，记为σv；而垂直于主轴的对称面则称为水平镜面，记为σh。等分两个相邻副轴夹角的镜面称等分镜面，记作σd。一個對稱面可以笛卡爾坐標系識別，例如(xz)或(yz)。
- 對稱中心：从分子中任一原子到分子中心连直线，若延长至中心另一侧相等距离处有一个相同原子，且对所有原子都成立，则该中心称为对称中心，用i表示。对称中心可以有原子，也可以是假想的空间位置。例如四氟化氙（XeF4）的對稱中心位於Xe原子，而苯（C6H6）的對稱中心則位於環的中心。
- 旋轉反映軸：分子绕轴旋转{\displaystyle {\tfrac {360^{\circ }}{n}}}度，再相对垂直于轴的平面进行反映后分子进入等价图形，记为Sn。该操作是旋转与反映的复合操作，例子有四面体型的含有三个S4轴的四氟化硅，以及有一个S6轴的乙烷的交叉式构象（英语：Staggered conformation）。
- 恒等元素：簡寫為E，取自德語的Einheit，意思為“一”。[6]恒等操作即分子旋转360°不变化的操作，存在于每個分子中。這個元素似乎不重要，但此條件對群論機制和分子分类却是必要的。

### 對稱操作
這5種對稱元素都有其对称操作。對稱操作為了與對稱元素作區別，通常但不絕對的，會加上脫字符號。所以Ĉn是一個分子繞軸旋轉，而Ê為其恆等元素操作。一個對稱元素可以有一個以上與它相關的對稱操作。因為 C1 与 E、S1 与 σ 、 S2 与 i相等，所有的對稱操作都可以分成真转动或非真转动(proper or improper rotations)。

## 對稱點群
點群是一組對稱操作 (symmetry operation)，符合數論中群的定義，在群中的所有操作中至少有一個點固定不變。三維空間中有32組這樣的點群，其中的30組與化學相關。 它們以向夫立符號
為分類基礎。 

### 群論
一個對稱操作的集合組成一個群，with operator the application of the operations itself，當：
- 連續使用（複合）任兩種對稱操作的結果也在群之中（封閉性）。
- 對稱操作的複合符合乘法結合律: A(BC) = AB(C)
- 群包含單位元操作，符號 E，例如 AE = EA = A对于群中的任何操作A。
- 在群中的每個操作，都有一個相對應的逆元素 A-1，而且 AA-1 = A-1A = E

群的阶為該群中對稱操作的数目。
例如，水分子的點群是 C2v，對稱操作是 E, C2, σv 和 σv'。它的順序為 4。每一個操作都是它本身的相反。 以一個例子做結，在一個σv反射後做再一個 C2旋轉會是一個σv' 對稱操作 (注意："在 B後做 A操作形成 C 記作 BA = C"):
σv*C2 = σv'

### 常見的點群
下表為典型分子的點群列表。
| 點群 | 對稱元素                                       | 範例                         |
| C1   | E                                              | CFClBrH、岩沙海葵毒素        |
| Cs   | E σh                                           | 亞硫醯氯、次氯酸             |
| C2   | E C2                                           | 过氧化氢                     |
| C2h  | E C2 i σh                                      | 反-1,2-二氯乙烯              |
| C2v  | E C2 σv(xz) σv'(yz)                            | 水、四氟化硫、硫醯氟         |
| C3v  | E 2C3 3σv                                      | 氨、三氯氧磷                 |
| C4v  | E 2C4 C2 2σv 2σd                               | 四氟氧氙                     |
| D2h  | E C2(z) C2(y) C2(x) i σ(xy) σ(xz) σ(yz)        | 四氧化二氮、乙硼烷、乙烯     |
| D3h  | E 2C3 3C2 σh 2S3 3σv                           | 三氟化硼、五氯化磷、三氧化硫 |
| D4h  | E 2C4 C2 2C2' 2C2 i 2S4 σh 2σv 2σd             | 四氟化氙                     |
| D5h  | E 2C5 2C52 5C2 σh 2S5 2S53 5σv                 | 二茂鐵重叠式构象、C70富勒烯  |
| D6h  | E 2C6 2C3 C2 3C2' 3C2 i 3S3 2S63 σh 3σd 3σv    | 二苯铬、苯                   |
| D2d  | E 2S4 C2 2Ch 2C2' 2σd                          | 丙二烯、四氮化四硫           |
| D3d  | E 2C3 3C2 i 2S6 3σd                            | 乙硅烷交叉式构象             |
| D4d  | E 2S8 2C4 2S83 C2 4C2' 4σd                     | 十羰基二锰交叉式构象         |
| D5d  | E 2C5 2C52 5C2 i 3S103 2S10 5σd                | 二茂鐵交叉式构象             |
| T    | E 4C3 4C32 3C2                                 | (CCCC)-1                     |
| Th   | E 4C3 4C32 3C2 i 4S6 4S65 3σh                  | [Ti8C12]+                    |
| Td   | E 8C3 3C2 6S4 6σd                              | 甲烷、四氯化碳               |
| O    | E 6C4 3C2 8C3 6C2                              |                              |
| Oh   | E 8C3 6C2 6C4 3C2 i 6S4 8S6 3σh 6σd            | 立方烷、六氟化硫             |
| I    | E 12C5 12C52 20C3 15C2                         | Au144(SCH2Ph)60              |
| Ih   | E 12C5 12C52 20C3 15C2 i 12S10 12S103 20S6 15σ | C60富勒烯                    |
| C∞v  | E 2C∞ σv                                       | 氯化氢、氰根离子             |
| D∞h  | E 2C∞ ∞σi 2S∞ ∞C2                              | 氢分子、叠氮根离子、二氧化碳 |
| Kh   | E ∞C∞ i ∞S∞ ∞σ                                 | 氦、氖                       |

### 表示
對稱操作可用許多方式表示。一個方便的表徵是使用矩陣。在直角坐標系中，任一個向量代表一個點，將其以對稱操作轉換左乘(left-multiplying)得出新的點。結合操作則為矩陣的乘法:  C2v 的例子如下:
{\displaystyle \underbrace {\begin{vmatrix}-1&0&0\\0&-1&0\\0&0&1\\\end{vmatrix}} _{C_{2}}\times \underbrace {\begin{vmatrix}1&0&0\\0&-1&0\\0&0&1\\\end{vmatrix}} _{\sigma _{v}}=\underbrace {\begin{vmatrix}-1&0&0\\0&1&0\\0&0&1\\\end{vmatrix}} _{\sigma '_{v}}}
像這樣的表示雖然存在無限多個，但是群的不可約表示（或irreps）被普遍使用，因為所有其他的群的表示可以被描述為一個不可約表示的線性組合。

## 特徵表
對每個點群而言，一個特徵表匯整了它的對稱操作和它的不可約表示（irreducible representations）的資料。因為它總是與不可約表示的數量和對稱操作的分類相等，所以表格都是正方形。
表格本身包含了當使用一個特定的對稱操作時，特定的不可約表示如何轉換的特徵。在一個分子點群中的任一作用於分子本身的對稱操作，將不會改變分子點群。但作用於一般實體，例如一個向量或一個軌域，這方面的需求並非如此。向量可以改變符號或方向，軌域可以改變類型。對於簡單的點群，值不是 1 就是 −1：1表示符號或相位（向量或軌域）在對稱操作的作用下是不變的（對稱），而 −1表示符號變成（不對稱）
根據下列的規定標示表徵：
- A, 繞主軸旋轉後為對稱
- B, 繞主軸旋轉後為不對稱
- E 和 T 分別代表二次和三次退化表徵
- 當點群有對稱中心，符號的下標 g (德語: gerade 或 even)沒有改變，符號的上標 u (ungerade或 uneven) 依反轉而改變。
- 點群 C∞v和D∞h的符號借用角動量的描術：Σ, Π, Δ.

表中還記錄如下的資料：笛卡爾向量及其如何旋轉，和它的二次方程的如何用群的對稱操作來轉換，特別是以相同方法轉換不可約表示。這些資料一般顯示在表格的右邊。這些資料是有用的，因為分子中的化學重要軌道（特別是 p 和 d 軌道）具有相同的對稱性。
下表為C2v對稱點群特徵表：
| C2v | E | C2 | σv(xz) | σv'(yz) |       |            |
| --- | - | -- | ------ | ------- | ----- | ---------- |
| A1  | 1 | 1  | 1      | 1       | z     | x2, y2, z2 |
| A2  | 1 | 1  | −1     | −1      | Rz    | xy         |
| B1  | 1 | −1 | 1      | −1      | x, Ry | xz         |
| B2  | 1 | −1 | −1     | 1       | y, Rx | yz         |

承接C2v的例子，考慮水分子中氧原子的軌域：2px垂直於分子平面，且以一個 C2 與一個 σv'(yz) 操作改變符號，但與其他兩個操作仍保持不變（顯而易見的，恒等操作的特徵恒為+1）。因此這個軌域的特徵集合為（ 1, −1, 1, −1），與B1不可約表示相符合。同樣地，2pz軌域被認為有A1不可約表示的對稱性， 2py B2，和 3dxy軌域 A2。這些分配和其他的都在表格最右邊的兩個欄位中註明。

## 歷史背景
1929年時，汉斯·贝特在他的配位場理論研究中使用點群操作來作描述，尤金·维格纳則使用群論解釋分子振動。拉斯洛·蒂萨(1933)整理出第一個特徵表，之後再加入振動光譜。罗伯特·S·马利肯為第一個將特徵表以英文發表的人(1933)，埃德加·布莱特·威尔逊在1934年用它來預測振動的简正波的對稱性。 
Rosenthal與Murphy在1936年發表32點群的完整集合。

## 外部連結
- TUD Organische Chemie （页面存档备份，存于）
- Molecular symmetry @ University of Exeter Link
- Molecular symmetry @ Imperial College London Link （页面存档备份，存于）
- Molecular Point Group Symmetry Tables （页面存档备份，存于）